# Лохэ (приток Хуанхэ)
Лохэ́ (кит. упр. 洛河, пиньинь Luò Hé, палл. Лохэ) — река в китайских провинциях Шэньси и Хэнань, правый приток Хуанхэ.
Лохэ берёт начало в горах Хуашань в Шэньси, и течёт к востоку и северо-востоку через западный и центральный Хэнань, впадая в Хуанхэ (Жёлтую реку) в центральной части провинции Хэнань.

## Города на реке Лохэ
- Лонань, Шэньси
- Лонин, Хэнань
- Лоян, Хэнань

Следует отметить, что город Лохэ провинции Хэнань не находится на реке Лохэ. Более того, хотя название этого города произносится так же, как и название данной реки, оно пишется другим иероглифом «ло» — 漯, а не 洛.

## История
Широкая долина Лохэ в её нижнем течении (современный городской округ Лоян) — регион, с которыми связаны многие из древнейших страниц истории Китая. По легенде, именно из этой реки священная черепаха с магическим квадратом «Лошу» («письмена [реки] Ло») на панцире явилась Юю Великому, легендарному основателю первой китайской династии Ся.